# Rimac Concept One
Rimac Concept One (іноді Concept_One) — двомісний спортивний електромобіль, спроектований і виробляється хорватською компанією Rimac Automobili. При загальній потужності в 1088 к. с., прискорення від 0 до 100 км/год за 2,8 секунди і ціною 980 000 доларів, Concept One називали першим у світі електричним суперкаром. Став найшвидшим електромобілем у світі у 2013 році. У період із січня 2013 року по жовтень 2014 року були продані всі вісім автомобілів обмеженої серії.

## Похідні
У кінці 2014 року був випущений Volar-e. Компанія Applus + IDIADA збудувала автомобіль, взявши за основу Rimac Concept One, проте, зменшивши розмір акумуляторів (38 kWh), щоб зменшити вагу. Однієї зарядки вистачає на 200 км. Акумулятори можна зарядити за 15 хв.

## Галерея

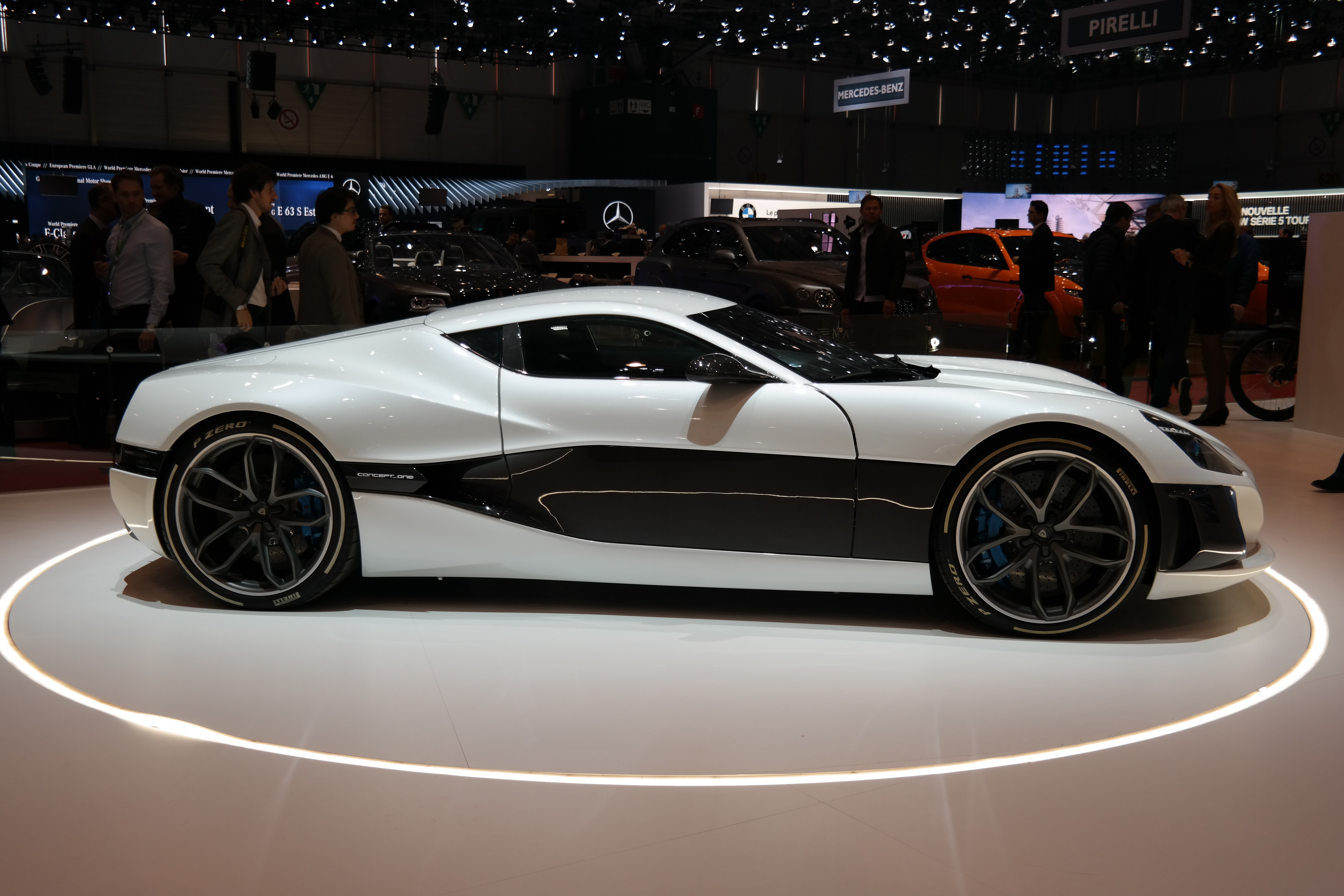
Geneva Motor Show-2017
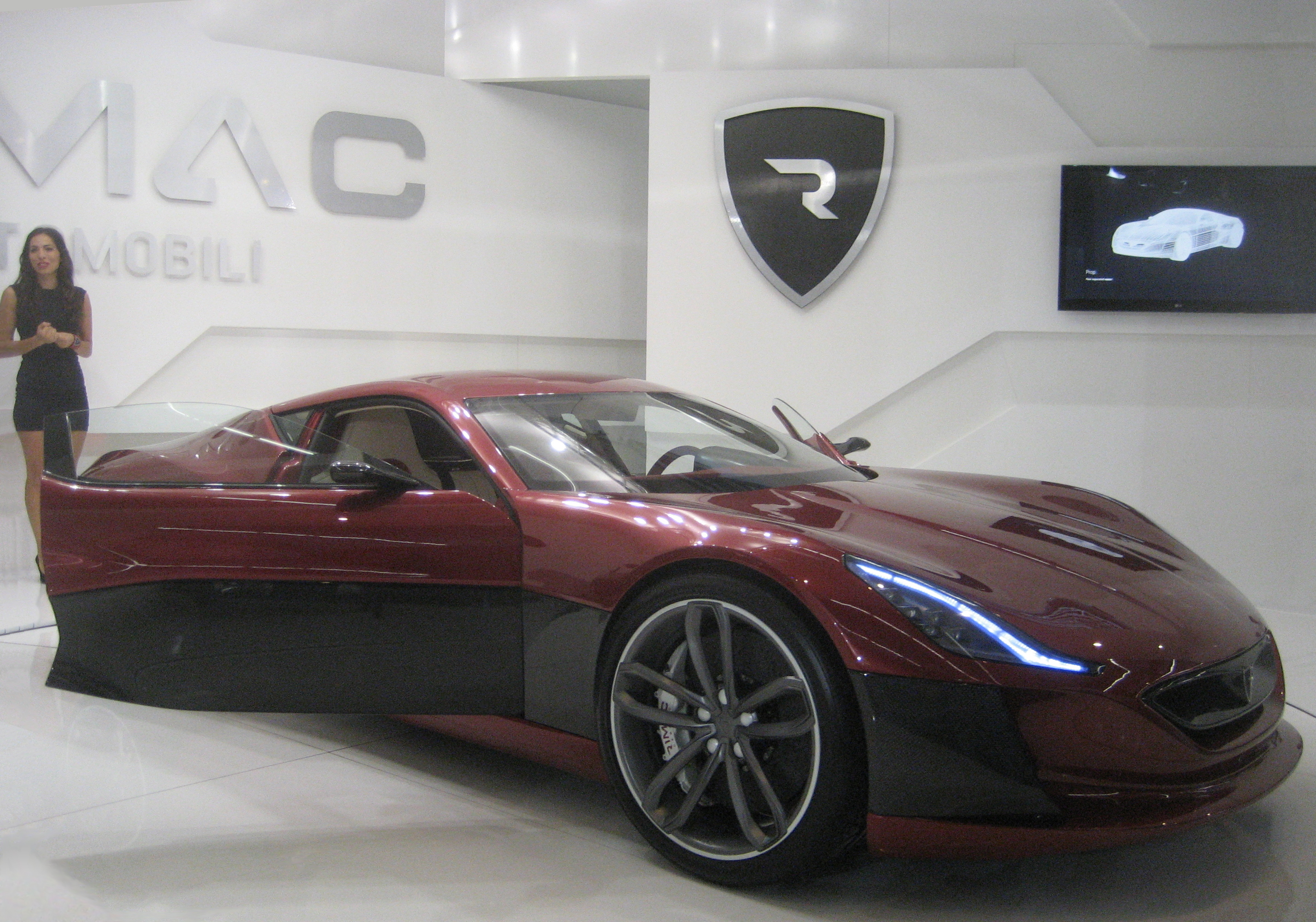
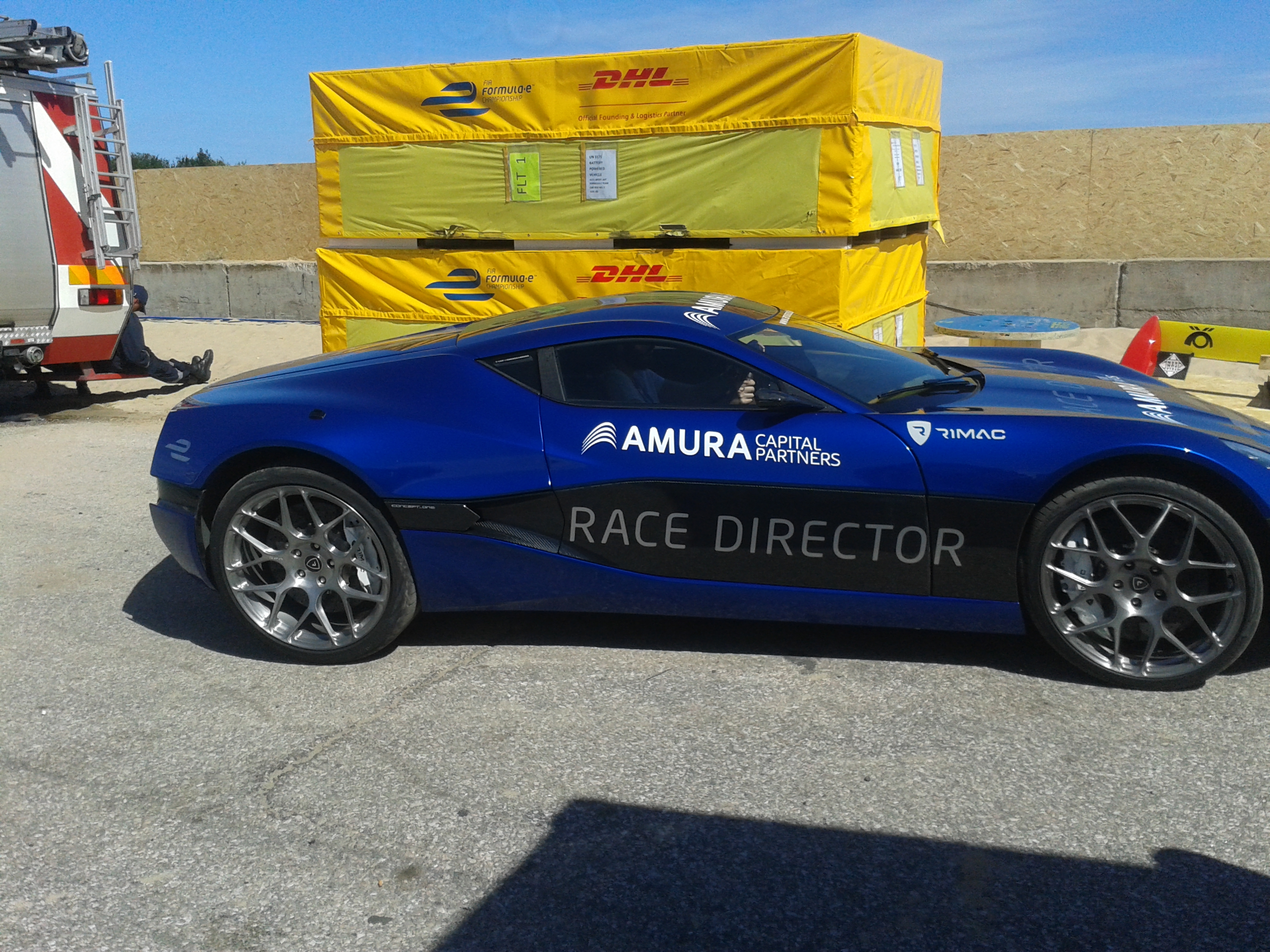
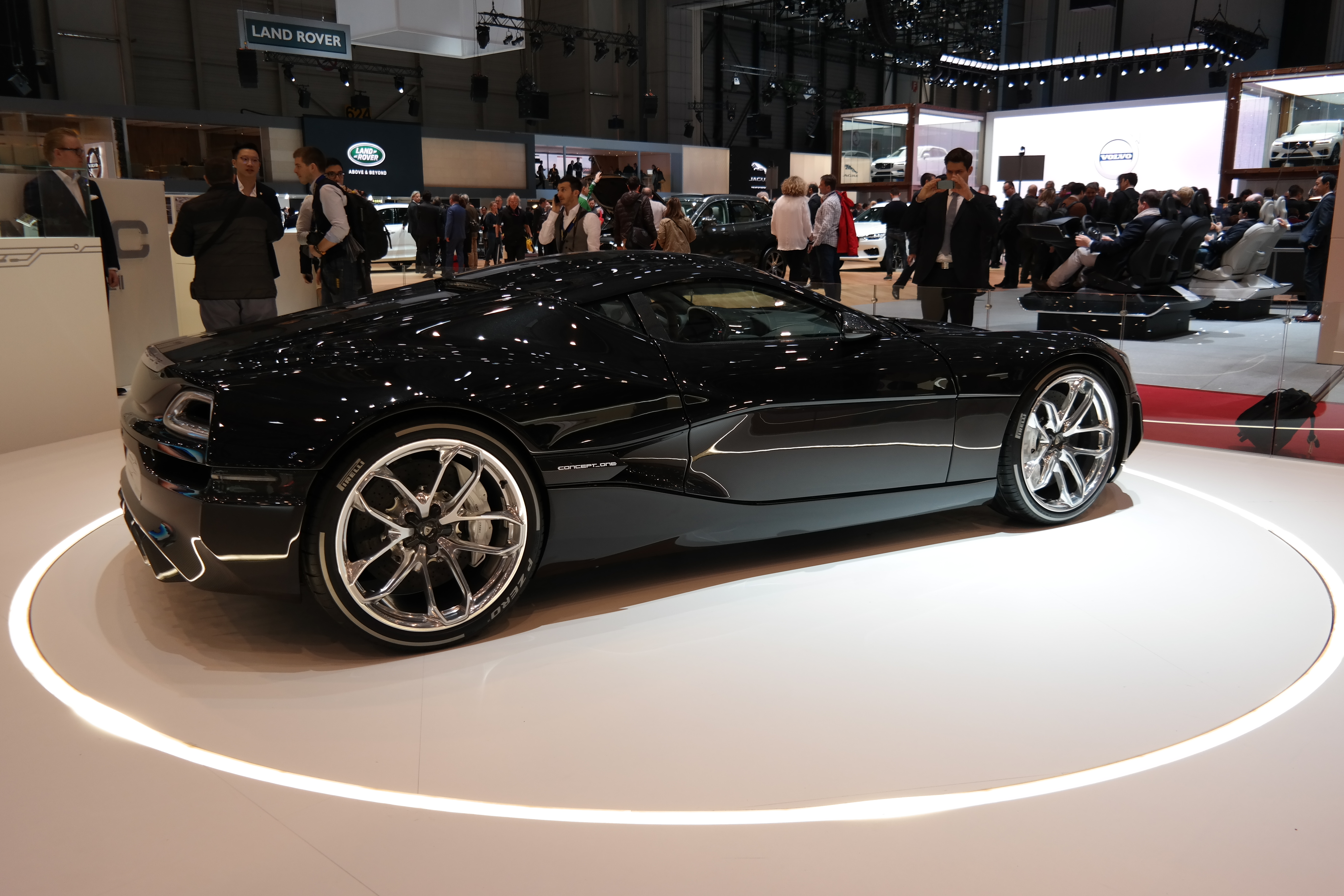
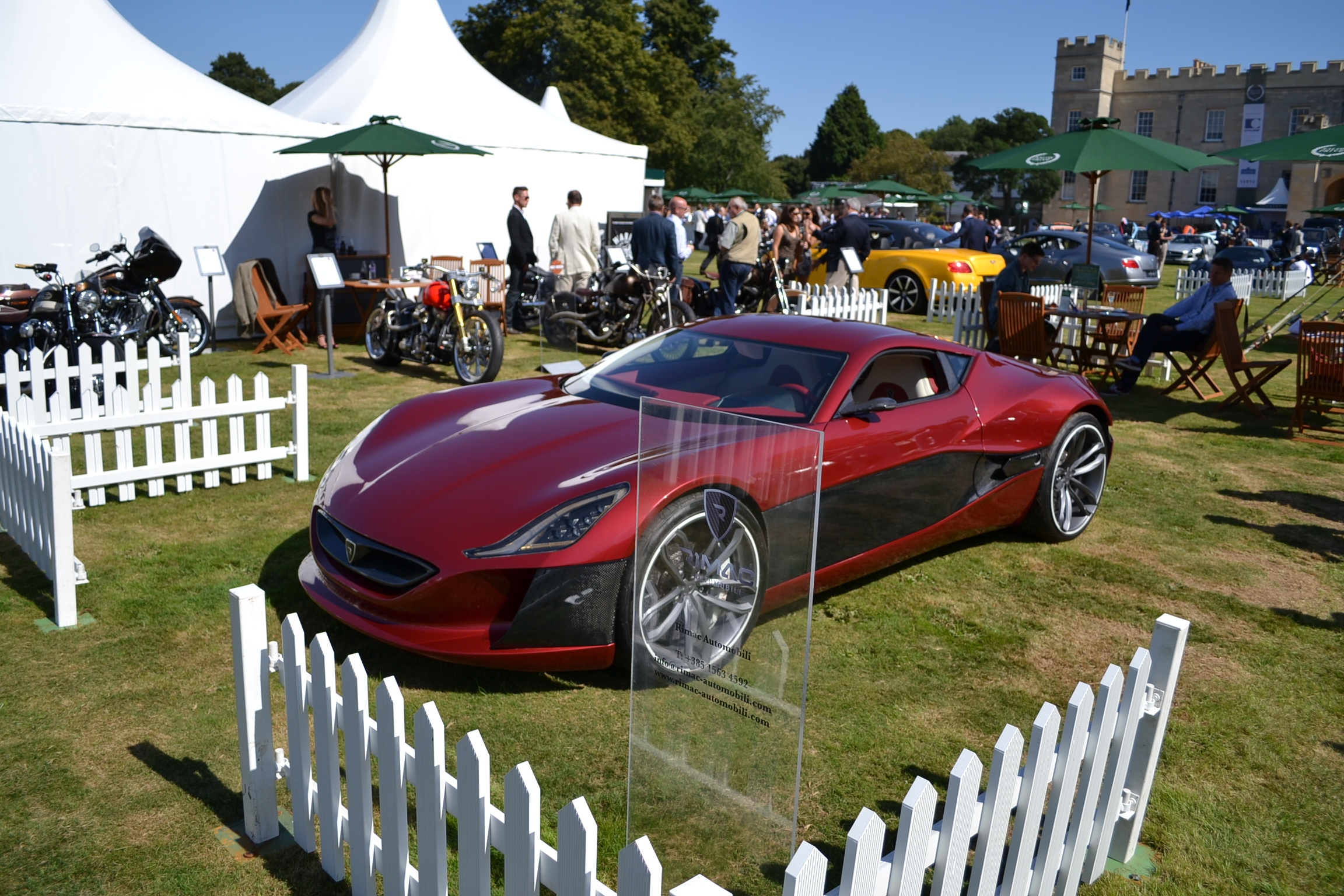
Salon Privé London 2012
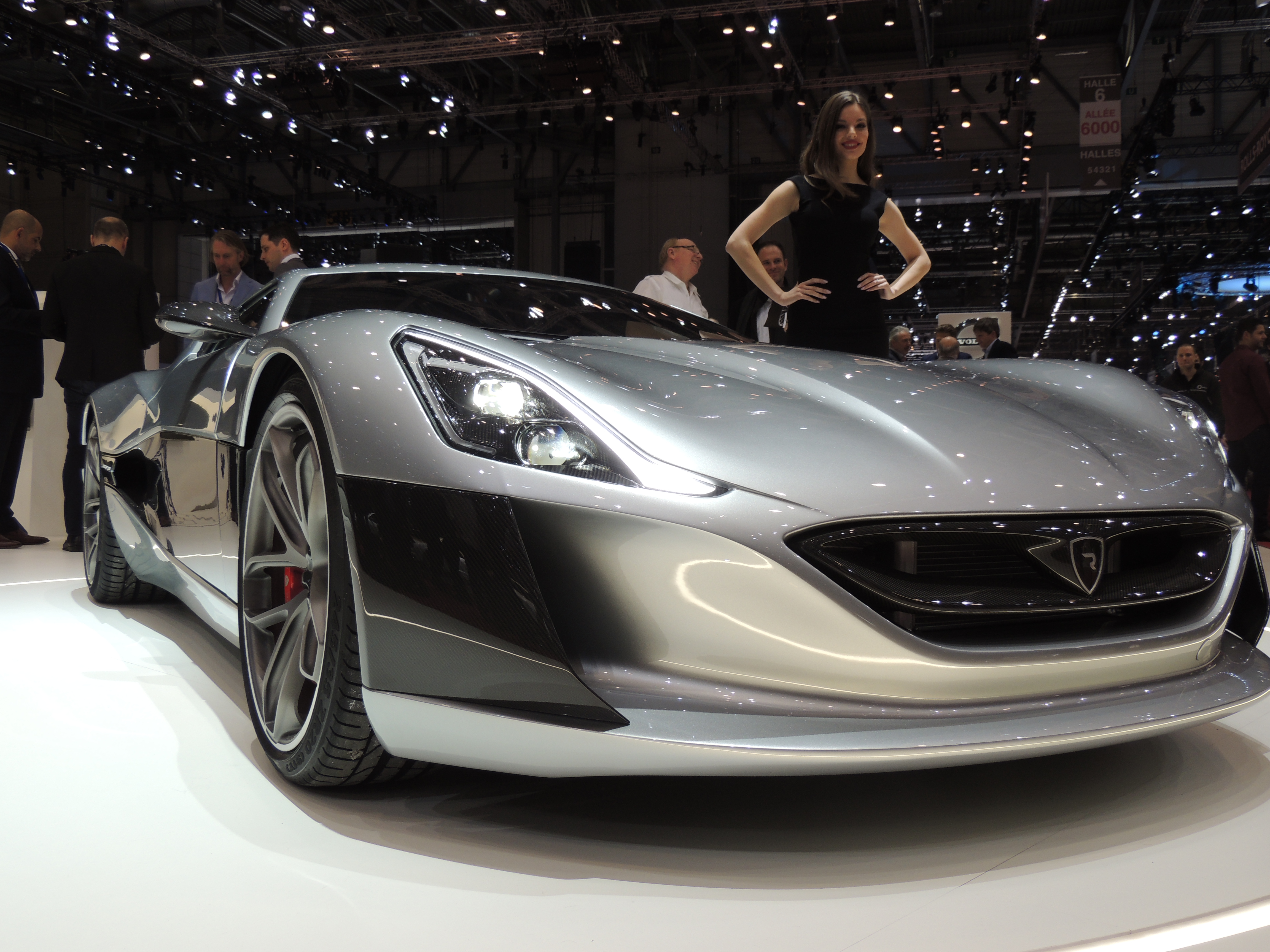